# Piotr Ludwik Gervais
Piotr Ludwik Gervais, fr. Pierre-Louis Gervais (ur. 1753 w Montreuil-en-Caux, zm. 2 września 1792 w Saint-Germain-des-Prés) – francuski duchowny, błogosławiony Kościoła katolickiego.
Pochodził z diecezji Rouen. Po przyjeździe do Paryża pełnił obowiązki sekretarza kurii arcybiskupiej. Gdy w rewolucyjnej Francji nasiliło się prześladowanie katolików, w sierpniu 1792 został uwięziony w opactwie Saint-Germain-des-Prés. Zginął z rąk tłumu, który wcześniej wymordował przewożonych z merostwa do opactwa więźniów, w czasie masakr wrześniowych.
Wspominany jest w dzienną rocznicę śmierci.
Piotr Ludwik Gervais został beatyfikowany 17 października 1926 wraz z 190 innymi męczennikami francuskimi przez papieża Piusa XI.